# Hochlagen des westlichen Ausseerlandes mit Dachsteinplateau
Hochlagen des westlichen Ausseerlandes mit Dachsteinplateau este o arie protejată (arie de protecție specială avifaunistică — SPA) din Austria întinsă pe o suprafață de 8.008,23 ha, integral pe uscat.

## Localizare
Centrul sitului Hochlagen des westlichen Ausseerlandes mit Dachsteinplateau este situat la coordonatele 47°31′40″N 13°48′01″E / 47.5277°N 13.8002°E.

## Înființare
Situl Hochlagen des westlichen Ausseerlandes mit Dachsteinplateau a fost declarat arie de protecție specială avifaunistică în octombrie 2020 pentru a proteja 15 specii de animale.

## Biodiversitate
Situată în ecoregiunea alpină, aria protejată nu include niciun habitat protejat.
La baza desemnării sitului se află mai multe specii protejate de  păsări (15): minunița (Aegolius funereus), fâsă de pădure (Anthus trivialis), buha (Bubo bubo), ciocănitoare cu spate alb (Dendrocopos leucotos), ciocănitoare neagră (Dryocopus martius), ciuvică (Glaucidium passerinum), Lagopus mutus helveticus, pitulice de munte (Phylloscopus bonelli), ciocănitoare de munte (Picoides tridactylus), ciocănitoare verzuie (Picus canus), brumăriță de pădure (Prunella modularis), silvie-mică (Sylvia curruca), cocoșul de mesteacăn (Tetrao tetrix tetrix),  cocoș de munte (Tetrao urogallus), mierlă gulerată (Turdus torquatus).
Pe lângă speciile protejate, pe teritoriul sitului au mai fost identificate 16 specii de plante, 4 specii de mamifere, 78 de specii de nevertebrate, 1 specie de pești.